# 1938年
1938年（1938 ねん）は、西暦（グレゴリオ暦）による、土曜日から始まる平年。昭和13年。

## 他の紀年法
- 干支：戊寅
- 日本（月日は一致）
  - 昭和13年
  - 皇紀2598年
- 中国 （月日は一致）
  - 中華民国：中華民国27年
  - 満洲国：康徳5年
- 朝鮮（月日は一致）
  - 檀紀4271年
  - 主体27年
- 阮朝（ベトナム）
  - 保大12年11月30日 - 保大13年11月10日
- モンゴル人民共和国（月日は一致）
  - モンゴル人民共和国28年
- 仏滅紀元 ： 2480年 - 2481年
- イスラム暦：1356年10月28日 - 1357年11月9日
- ユダヤ暦 ： 5698年4月28日 - 5699年4月9日
- 修正ユリウス日(MJD)：28899 - 29263
- リリウス日(LD)：129740 - 130104

※檀紀は、大韓民国で1948年に法的根拠を与えられたが、1962年からは公式な場では使用されていない。

※主体暦は、朝鮮民主主義人民共和国で1997年に制定された。

## カレンダー
| 1月 |    |    |    |    |    |    |
| 日  | 月 | 火 | 水 | 木 | 金 | 土 |
|     |    |    |    |    |    | 1  |
| 2   | 3  | 4  | 5  | 6  | 7  | 8  |
| 9   | 10 | 11 | 12 | 13 | 14 | 15 |
| 16  | 17 | 18 | 19 | 20 | 21 | 22 |
| 23  | 24 | 25 | 26 | 27 | 28 | 29 |
| 30  | 31 |    |    |    |    |    |
|     |    |    |    |    |    |    |

| 2月 |    |    |    |    |    |    |
| 日  | 月 | 火 | 水 | 木 | 金 | 土 |
|     |    | 1  | 2  | 3  | 4  | 5  |
| 6   | 7  | 8  | 9  | 10 | 11 | 12 |
| 13  | 14 | 15 | 16 | 17 | 18 | 19 |
| 20  | 21 | 22 | 23 | 24 | 25 | 26 |
| 27  | 28 |    |    |    |    |    |
|     |    |    |    |    |    |    |

| 3月 |    |    |    |    |    |    |
| 日  | 月 | 火 | 水 | 木 | 金 | 土 |
|     |    | 1  | 2  | 3  | 4  | 5  |
| 6   | 7  | 8  | 9  | 10 | 11 | 12 |
| 13  | 14 | 15 | 16 | 17 | 18 | 19 |
| 20  | 21 | 22 | 23 | 24 | 25 | 26 |
| 27  | 28 | 29 | 30 | 31 |    |    |
|     |    |    |    |    |    |    |

| 4月 |    |    |    |    |    |    |
| 日  | 月 | 火 | 水 | 木 | 金 | 土 |
|     |    |    |    |    | 1  | 2  |
| 3   | 4  | 5  | 6  | 7  | 8  | 9  |
| 10  | 11 | 12 | 13 | 14 | 15 | 16 |
| 17  | 18 | 19 | 20 | 21 | 22 | 23 |
| 24  | 25 | 26 | 27 | 28 | 29 | 30 |
|     |    |    |    |    |    |    |

| 5月 |    |    |    |    |    |    |
| 日  | 月 | 火 | 水 | 木 | 金 | 土 |
| 1   | 2  | 3  | 4  | 5  | 6  | 7  |
| 8   | 9  | 10 | 11 | 12 | 13 | 14 |
| 15  | 16 | 17 | 18 | 19 | 20 | 21 |
| 22  | 23 | 24 | 25 | 26 | 27 | 28 |
| 29  | 30 | 31 |    |    |    |    |
|     |    |    |    |    |    |    |

| 6月 |    |    |    |    |    |    |
| 日  | 月 | 火 | 水 | 木 | 金 | 土 |
|     |    |    | 1  | 2  | 3  | 4  |
| 5   | 6  | 7  | 8  | 9  | 10 | 11 |
| 12  | 13 | 14 | 15 | 16 | 17 | 18 |
| 19  | 20 | 21 | 22 | 23 | 24 | 25 |
| 26  | 27 | 28 | 29 | 30 |    |    |
|     |    |    |    |    |    |    |

| 7月 |    |    |    |    |    |    |
| 日  | 月 | 火 | 水 | 木 | 金 | 土 |
|     |    |    |    |    | 1  | 2  |
| 3   | 4  | 5  | 6  | 7  | 8  | 9  |
| 10  | 11 | 12 | 13 | 14 | 15 | 16 |
| 17  | 18 | 19 | 20 | 21 | 22 | 23 |
| 24  | 25 | 26 | 27 | 28 | 29 | 30 |
| 31  |    |    |    |    |    |    |
|     |    |    |    |    |    |    |

| 8月 |    |    |    |    |    |    |
| 日  | 月 | 火 | 水 | 木 | 金 | 土 |
|     | 1  | 2  | 3  | 4  | 5  | 6  |
| 7   | 8  | 9  | 10 | 11 | 12 | 13 |
| 14  | 15 | 16 | 17 | 18 | 19 | 20 |
| 21  | 22 | 23 | 24 | 25 | 26 | 27 |
| 28  | 29 | 30 | 31 |    |    |    |
|     |    |    |    |    |    |    |

| 9月 |    |    |    |    |    |    |
| 日  | 月 | 火 | 水 | 木 | 金 | 土 |
|     |    |    |    | 1  | 2  | 3  |
| 4   | 5  | 6  | 7  | 8  | 9  | 10 |
| 11  | 12 | 13 | 14 | 15 | 16 | 17 |
| 18  | 19 | 20 | 21 | 22 | 23 | 24 |
| 25  | 26 | 27 | 28 | 29 | 30 |    |
|     |    |    |    |    |    |    |

| 10月 |    |    |    |    |    |    |
| 日   | 月 | 火 | 水 | 木 | 金 | 土 |
|      |    |    |    |    |    | 1  |
| 2    | 3  | 4  | 5  | 6  | 7  | 8  |
| 9    | 10 | 11 | 12 | 13 | 14 | 15 |
| 16   | 17 | 18 | 19 | 20 | 21 | 22 |
| 23   | 24 | 25 | 26 | 27 | 28 | 29 |
| 30   | 31 |    |    |    |    |    |
|      |    |    |    |    |    |    |

| 11月 |    |    |    |    |    |    |
| 日   | 月 | 火 | 水 | 木 | 金 | 土 |
|      |    | 1  | 2  | 3  | 4  | 5  |
| 6    | 7  | 8  | 9  | 10 | 11 | 12 |
| 13   | 14 | 15 | 16 | 17 | 18 | 19 |
| 20   | 21 | 22 | 23 | 24 | 25 | 26 |
| 27   | 28 | 29 | 30 |    |    |    |
|      |    |    |    |    |    |    |

| 12月 |    |    |    |    |    |    |
| 日   | 月 | 火 | 水 | 木 | 金 | 土 |
|      |    |    |    | 1  | 2  | 3  |
| 4    | 5  | 6  | 7  | 8  | 9  | 10 |
| 11   | 12 | 13 | 14 | 15 | 16 | 17 |
| 18   | 19 | 20 | 21 | 22 | 23 | 24 |
| 25   | 26 | 27 | 28 | 29 | 30 | 31 |
|      |    |    |    |    |    |    |

## できごと

### 1月
- 1月1日
  - 新潟県十日町で積雪により映画館の屋根が落下。死者69名（十日町映画館崩壊事故）
  - 福音商会電機製作所（のちのパイオニア）創業
- 1月2日-広島市の宇品港で強風による客船の転覆事故が発生。このとき乗船していた江田島にある海兵学校に帰る生徒がこれにより犠牲になる。
- 1月3日 - 女優岡田嘉子が杉本良吉と共に樺太国境を越えてソ連に亡命
- 1月9日 - 日本聖公会がイギリス聖公会を離脱。名出保太郎博士を総裁に決定
- 1月11日 - 厚生省設置。
- 1月16日 - 近衛文麿首相、「国民政府を対手とせず」の声明（第一次近衛声明）。トラウトマン工作打ち切り
- 1月21日 - シアトルで郵船日枝丸爆破未遂事件

### 2月
- 2月1日 - 山川均・大内兵衛・美濃部亮吉ら労農派教授グループ約30人が検挙（第二次人民戦線事件）
- 2月18日 - 石川達三著南京従軍記『生きてゐる兵隊』の掲載誌『中央公論』3月号が発禁処分。石川と編輯者（編集者）雨宮庸蔵・発行人牧野武夫を検挙

### 3月
- 3月1日 - 南海軍（現在の福岡ソフトバンクホークス）設立。
- 3月2日 - 大粛清: ニコライ・ブハーリンら21名を被告として第3次モスクワ裁判はじまる。（右翼トロツキスト陰謀事件）
- 3月5日 - 立正佼成会創立
- 3月13日 - ナチス・ドイツ、オーストリアを併合（アンシュルス）
- 3月17日 - ポーランドがリトアニアに対して48時間以内に国交を樹立する旨を要求する最後通牒を提示。
- 3月18日 - メキシコが国内にある外国所有下の石油資源をすべて国有化
- 3月20日 - 共立講堂落成
- 3月29日 - 戦艦武蔵起工
- 3月31日 - 笠松隕石（岐阜県羽島郡笠松町の民家に隕石が落下）
- 3月 - 樋口季一郎、ナチスの迫害から逃れてきたユダヤ難民をソ連のオトポール駅で受け入れる（オトポール事件）

### 4月
- 4月1日 - 日本、国家総動員法公布
- 4月5日 - 有限会社法公布
- 4月21日 - 大阪市営地下鉄御堂筋線の難波駅 - 天王寺駅間が開業

### 5月
- 5月5日 - 国家総動員法施行
- 5月15日 - 航研機、長距離飛行の世界記録を樹立
- 5月19日 - 日本軍、徐州占領（徐州会戦）
- 5月21日 - 岡山県苫田郡西加茂村大字行重で津山三十人殺しが発生

### 6月
- 6月9日 - 日本軍の進撃阻止のため、中国国民党が黄河の堤防を爆破、氾濫により数十万の住民が水死（黄河決壊事件）
- 6月11日 - エノケン一座が日劇に初出演
- 6月13日 - ソ連秘密警察幹部リュシコフが満洲に亡命
- 6月26日 - 関急名古屋駅開業
- 6月30日 - 不二家設立

### 7月
- 7月3日 - ドイツで「KdF-Wagen」（のちのフォルクスワーゲン・タイプ1・通称ビートル）発表
- 7月5日-　阪神大水害
- 7月11日 - 張鼓峰事件勃発（ - 8月10日）
- 7月13日 - ソ連より亡命したリュシコフが東京山王ホテルで記者会見
- 7月15日 - 1940年東京オリンピック開催権を返上。
- 7月21日 - チャコ戦争終結（ブエノスアイレス講和条約）
- 7月24日 - オーストリアの登山家ハインリヒ・ハラーがアイガー北壁初登頂に成功

### 8月
- 8月12日 - 小学館初代社長の相賀武夫が死去
- 8月16日 - ヒトラー・ユーゲント来日
- 8月28日 - 第1回学生グライダー競技大会開幕（霧ヶ峰滑空場）

### 9月
- 9月6日 - 富山県氷見町で大火。1500戸焼失
- 9月11日 - 従軍作家陸軍部隊出発（久米正雄・丹羽文雄・岸田国士・林芙美子ら）
- 9月14日 - 従軍作家海軍部隊出発（菊池寛・佐藤春夫・吉屋信子ら）
- 9月27日 - 従軍作家詩曲部隊出発（西條八十・古関裕而ら）
- 9月29日 - ミュンヘン会談（〜30日)でドイツにズデーテン地方（チェコ）割譲が決定

### 10月
- 10月1日 - ナチス・ドイツがチェコスロバキアからズデーテン地方を割譲
- 10月1日 - 陸軍が作戦要務令を制定
- 10月2日 - ポーランドがチェコスロバキアのテッシェン地方を占領
- 10月3日 - 東京女子大学チャペル講堂完成献堂式
- 10月4日 - 全日本学生ワンダーフォーゲル連盟結成
- 10月10日 - 米国の女子野球団51名が来日
- 10月21日 - 日本軍、広東占領
- 10月27日 - 日本軍、武漢三鎮占領
- 10月30日
  - 東京日日新聞社屋にプラネタリウム開館（東日天文館）
  - アメリカでオーソン・ウェルズ演出のSFドラマ「火星人来襲」（原作：H・G・ウェルズ "The War of the Worlds"：邦題「宇宙戦争」）が放送される。その中で、演出として「火星人が攻めてきた」という臨時ニュースを流したところ、本物のニュースと勘違いされ、アメリカ中で120万人以上が大パニックに（参考：War of the Worlds）

### 11月
- 11月1日 - 高等文官試験司法科で初めて女性3名が合格（久米愛、三淵嘉子、中田正子）[1]
- 11月3日 - 近衛首相による「東亜新秩序」声明（第二次近衛声明）
- 11月9日 - ドイツでユダヤ人迫害開始（水晶の夜）
- 11月10日 - 東京帝室博物館開館
- 11月12日 - 中国国民党が長沙に放火し住民数万名が焼死（長沙大火）
- 11月20日 - 岩波新書発刊（斎藤茂吉「万葉秀歌」他）
- 11月28日 - 大日本航空設立（日本航空輸送と国際航空が合併）

### 12月
- 12月2日 - 愛三工業設立
- 12月4日 - 日本軍、重慶爆撃開始
- 12月10日
  - 創元選書発刊（柳田国男「昔話と文学」他）（創元社）
  - マキタ設立
- 12月12日 - 中島飛行機開発の一式戦闘機、初飛行。
- 12月20日 - 重慶を脱出した汪兆銘がハノイに到着
- 12月22日
  - 近衛首相が日支国交調整のため善隣友好・共同防共・経済提携の近衛三原則を声明（第三次近衛声明）
  - 南アフリカでシーラカンスの現生種が発見される
- 12月24日 - 第74議会召集
- 12月27日 - 黒部川第三発電所建設用の志合谷作業員宿泊所で泡雪崩（死者84名）

### 日付不詳
- 日本が国際労働機関 (ILO) から脱退
- 東京高速鉄道が開業。

## 芸術・文化・ファッション
- 1938年の映画
  - 李香蘭が映画女優として18歳でデビューし、人気となる
  - 『赤ちゃん教育』（監督：ハワード・ホークス）
  - 『オリンピア』（監督：レニ・リーフェンシュタール）。1936年ベルリンオリンピック記録映画。
  - 『バルカン超特急』（監督：アルフレッド・ヒッチコック）
- 1938年の文学
  - 芥川賞
    - 第7回（1938年上半期） - 中山義秀 『厚物咲』
    - 第8回（1938年下半期） - 中里恒子 『乗合馬車』他

  - 直木賞
    - 第7回（1938年上半期） - 橘外男『ナリン殿下への回想』
    - 第8回（1938年下半期） - 大池唯雄『兜首』『秋田口の兄弟』
- 1938年のスポーツ
  - 野球
    - プロ野球
      - 春優勝　タイガース29勝6敗
      - 個人タイトル
      - 最優秀選手　苅田久徳（セネタース）
      - 首位打者　　中島治康（巨人） .345
      - 本塁打王　　ハリス（イーグルス）6本
      - 打点王　　　景浦將（タイガース）31点
      - 最多安打　　中島治康（巨人）50本
      - 盗塁王　　　江口行男（金鯱）14個
      - 最優秀防御率　西村幸生（タイガース）1.52
      - 最多勝利　　スタルヒン（巨人）14勝
      - 最多奪三振　亀田忠（イーグルス）137個

  - 大相撲（幕内最高優勝） 
    - 春場所　双葉山定次
    - 夏場所　双葉山定次

  - サッカー
    - 1938 FIFAワールドカップ（6月4日 - 6月19日） - 優勝・イタリア、準優勝・ハンガリー、3位・ブラジル、4位・スウェーデン

## 誕生

### 1月
- 1月1日 - 松旭斎すみえ、奇術師（+ 2023年）
- 1月1日 - 今泉幸雄、元プロ野球選手（+ 2009年）
- 1月2日 - 高建、韓国の元政治家
- 1月2日 - 野田知佑、カヌーイスト、作家（+ 2022年）
- 1月2日 - ロバート・スミッソン、現代美術家（+ 1973年）
- 1月4日 - 藤田小女姫、霊感占い師（+ 1994年）
- 1月5日 - フアン・カルロス1世、スペイン前国王(ボルボン朝[第3次復古])
- 1月5日 - 坂崎一彦、元プロ野球選手（+ 2014年[2]）
- 1月9日 - 伊吹文明、元大蔵官僚、元衆議院議員、第64代労働大臣、第66代国家公安委員会委員長、第2次森改造内閣（中央省庁再編後）における防災担当大臣、第8代文部科学大臣、第45代自由民主党幹事長、第9代財務大臣、第74代衆議院議長
- 1月9日 - 大林宣彦、映画監督 （+ 2020年）
- 1月10日 - ドナルド・クヌース、数学者・計算機科学者
- 1月12日 - 高林恒夫、元プロ野球選手（+ 2009年）
- 1月12日 - 大津美子、歌手
- 1月13日 - 野沢那智、声優（+ 2010年[3]）
- 1月14日 - 細川護熙、第79代内閣総理大臣、元衆議院議員、元参議院議員、第10・11代熊本県知事(公選)、元熊本藩主の細川家18代目、陶芸家
- 1月14日 - 浜中祥和、元プロ野球選手
- 1月15日 - 冨士眞奈美、女優
- 1月15日 - 益田昭雄、元プロ野球選手
- 1月15日 - 神楽坂浮子、芸者歌手（+ 2013年）
- 1月17日 - 山本昌平、俳優、声優、ナレーター（* 2019年[4][5]）
- 1月18日 - アンソニー・ギデンズ、社会学者
- 1月18日 - カート・フラッド、元メジャーリーガー（+ 1997年）
- 1月19日 - 北村昭斎、漆芸家（+ 2023年）
- 1月20日 - 北原亞以子、作家（+ 2013年）
- 1月21日 - 種部儀康、元プロ野球選手
- 1月22日 - 鳥井信一郎、実業家（+ 2004年）
- 1月23日 - ジャイアント馬場、プロレスラー、元プロ野球選手（+ 1999年）
- 1月24日 - 木村守男、第14〜16代青森県知事(公選)、元衆議院議員（+ 2023年）
- 1月25日 - 石ノ森章太郎、漫画家（+ 1998年）
- 1月25日 - 松本零士、漫画家（+ 2023年）
- 1月26日 - 加藤諦三、社会学者、作家、早稲田大学名誉教授
- 1月28日 - 山浦弘靖、小説家・脚本家
- 1月30日 - イスラム・カリモフ、ウズベキスタン初代大統領（+ 2016年[6]）
- 1月30日 - 高橋征郎、俳優（+ 2022年）
- 1月31日 - ベアトリクス、前オランダ王国女王
- 1月31日 - 森章二、俳優

### 2月
- 2月2日 - 山崎晴哉、脚本家、小説家（+ 2002年)
- 2月4日 - 猪熊功、柔道家・実業家（+ 2001年）
- 2月4日 - 加藤剛、俳優（+ 2018年）
- 2月6日 - 塩見鮮一郎、作家
- 2月7日 - 柿本善也、公選第13〜16代奈良県知事
- 2月7日 - ジョニー・ワーハス、元プロ野球選手
- 2月7日 - 高島正義、元プロ野球選手
- 2月10日 - 鈴木史朗、フリーアナウンサー
- 2月10日 - テリー・ケイ、小説家（+ 2020年）
- 2月11日 - 大木利男、元プロ野球選手
- 2月12日 - 木村太郎、ジャーナリスト
- 2月13日 - 小島岩、俳優
- 2月13日 - 種茂雅之、元プロ野球選手
- 2月15日 - 本郷功次郎、俳優（+ 2013年）
- 2月16日 - 杉本英世、プロゴルファー
- 2月16日 - 並木栄子、歌手（こまどり姉妹）
- 2月16日 - 並木葉子、歌手（こまどり姉妹）
- 2月17日 - 徳田虎雄、徳洲会元理事長、医師・元衆議院議員（+ 2024年）
- 2月18日 - 佐田の山晋松、大相撲第50代横綱（+ 2017年[7]）
- 2月18日 - 中村敏夫、テレビプロデューサー、フジクリエイティブコーポレーション顧問（+ 2015年）
- 2月18日 - マニー・モタ、元メジャーリーガー
- 2月20日 - 稲垣美穂子、女優　（+2024年）
- 2月26日 - 梶本靖郎、元プロ野球選手

### 3月
- 3月1日 - 近藤光郎、元プロ野球選手
- 3月1日 -  鈴木邦彦、作曲家、編曲家
- 3月3日 - 米田哲也、元プロ野球選手
- 3月4日 - 伊藤豪、俳優
- 3月5日 - 中島誠之助、骨董商・古美術鑑定士
- 3月5日 - リン・マーギュリス、生物学者（+ 2011年）
- 3月8日 - 森滝義巳、元プロ野球選手
- 3月10日 - 古今亭志ん朝、落語家（+ 2001年）
- 3月10日 - 月亭可朝、落語家、タレント（+ 2018年）
- 3月10日 - 石川文洋、報道写真家
- 3月10日 - 天野正子、日本の社会学者、お茶の水女子大学名誉教授（+ 2015年）
- 3月11日 - 梅宮辰夫、俳優、タレント（+ 2019年[8]）
- 3月13日 - 栃ノ海晃嘉、大相撲第49代横綱（+ 2021年[9]）
- 3月17日 - ルドルフ・ヌレエフ、バレエダンサー（+ 1993年）
- 3月17日 - 柄崎英樹、元プロ野球選手
- 3月18日 - 曽我町子、俳優、声優（+ 2006年）
- 3月18日 - 代々木忠、AV監督
- 3月21日 - 坂井勝二、元プロ野球選手
- 3月23日 - 佐藤文隆、宇宙物理学者
- 3月23日 - 南原幹雄、小説家
- 3月23日 - 石上滋夫、元プロ野球選手
- 3月30日 - 島倉千代子、歌手（+ 2013年）
- 3月30日 - ジェームズ・マコーレー、言語学者（+ 1999年）
- 3月31日 - 野村道子、声優
- 3月31日 - パトリック・ベイトソン、生物学者
- 3月31日 - 藤本伸、元プロ野球選手
- 3月31日 - 村松英子、女優

### 4月
- 4月1日 - 近藤昭仁、元プロ野球選手、元プロ野球監督（+ 2019年）
- 4月1日 - 青木昌彦、経済学者（+ 2015年）
- 4月3日 - 亀井三郎、声優（+ 2013年）
- 4月3日 - 野澤正平、実業家
- 4月4日 - 細木数子、占い師・タレント（+ 2021年）
- 4月4日 - A・バートレット・ジアマッティ、MLBコミッショナー（+ 1989年）
- 4月8日 - コフィー・アナン[10]、第7代国連事務総長（+ 2018年[11]）
- 4月9日 - ヴィクトル・チェルノムイルジン、政治家、元ロシア首相（+ 2010年）
- 4月10日 - 村田元一、元プロ野球選手
- 4月11日 - 猪俣公章、作曲家（+ 1993年）
- 4月11日 - 藤本正一、元プロ野球選手（+ 没年不詳）
- 4月12日 - 福井宏、プロ野球審判員
- 4月21日 - 鈴木孝雄、元プロ野球選手
- 4月22日 - 三宅一生、ファッションデザイナー・現代美術家（+ 2022年）
- 4月23日 - 中村嘉葎雄、俳優
- 4月26日 - マヌエル・ブラム、計算機科学者
- 4月30日 - ラリー・ニーヴン、小説家

### 5月
- 5月1日 - 赤池彰敏、元プロ野球選手
- 5月3日 - 渡海昇二、元プロ野球選手（+ 2016年）
- 5月5日 - バーバラ・ワグナー、元フィギュアスケート選手
- 5月7日 - 岩上江笠、元プロ野球選手
- 5月8日 - ジャン・ジロー、フランスの漫画家、SF作家(+ 2012年)
- 5月10日 - 川橋幸子、元参議院議員
- 5月10日 - 財津守、元プロ野球選手（+ 1990年）
- 5月13日 - 平井和正、SF作家（+ 2015年）
- 5月21日 - 荒井穣吉、元プロ野球選手
- 5月25日 - 豊田有恒、作家
- 5月25日 - 石原伸司、元作家（+ 2018年）
- 5月27日 - 宮郷彰通、実業家
- 5月29日 - フェイ・ヴィンセント、第8代MLBコミッショナー
- 5月30日 - セルジオ・タッキーニ、ファッションデザイナー

### 6月
- 6月1日 - 菅生浩、児童文学作家
- 6月9日 - 竹下光郎、元プロ野球選手
- 6月9日 - 徳武定祐、元プロ野球選手（+ 2024年）
- 6月12日 - 東田巍、元プロ野球選手
- 6月13日 - 中本富士雄、元プロ野球選手
- 6月16日 - 追風山裕邦、元大相撲力士（+ 2014年）
- 6月18日 - 岡田彬、アマチュア野球指導者
- 6月18日 - 山崎正之、元プロ野球選手（+ 1991年）
- 6月18日 - 中島淳一、元プロ野球選手
- 6月20日 - 斎藤達雄、元プロ野球選手
- 6月21日 - 芝野忠男、元プロ野球選手
- 6月24日 - 上田卓三、元衆議院議員（+ 2005年）
- 6月28日 - 佐野洋子、作家・エッセイスト（+ 2010年）

### 7月
- 7月1日 - 北浜晴子、声優（+ 2023年）
- 7月4日 - 杉本公孝、元プロ野球選手
- 7月5日 - 蔦行雄、元プロ野球選手（+ 2007年）
- 7月6日 - 中平卓馬、写真家（+ 2015年）
- 7月7日 - 中島孝夫、元官僚
- 7月7日 - 星山晋徳、元プロ野球選手
- 7月7日 - 木村軍治、元プロ野球選手
- 7月8日 - 今津光男、元プロ野球選手（+ 2005年）
- 7月9日 - 高橋健二、ミュージシャン・ベーシスト（+ 2021年）
- 7月9日 - 斎藤良雄、元プロ野球選手
- 7月12日 - 石岡瑛子、アートディレクター・デザイナー（+ 2012年）
- 7月14日 - ウィリアム・H・T・ブッシュ、アメリカ合衆国の銀行家（+ 2018年）
- 7月15日 - 長谷川哲夫、俳優（+ 2023年）
- 7月15日 - 平光清、プロ野球審判員（+ 2011年）
- 7月18日 - ポール・バーホーベン、映画監督
- 7月20日 - 尾崎洋二、天文学者
- 7月20日 - ナタリー・ウッド、女優（+ 1981年）
- 7月20日 - トニー・オリバ、元メジャーリーガー
- 7月20日 - ダイアナ・リグ、女優（+ 2020年）
- 7月22日 - 福田雅章、法学者
- 7月22日 - 山本一義、元プロ野球選手、元プロ野球監督（+ 2016年）
- 7月23日 - ミッキー・カーチス、タレント、ロカビリー歌手
- 7月26日 - 三平晴樹、元プロ野球選手（+ 2016年）
- 7月28日 - アルベルト・フジモリ、元ペルー大統領（+ 2024年）
- 7月28日 - 小笠原日出男、元UFJホールディングス社長

### 8月
- 8月1日 - ジャッキー吉川、ミュージシャン・ドラマー（+ 2020年）
- 8月1日 - 太田勝、元プロ野球選手（+ 没年不詳）
- 8月2日 - 須田開代子、プロボウラー（+ 1995年）
- 8月7日 - ジョルジェット・ジウジアーロ、工業デザイナー
- 8月8日 - もず唱平、作詞家
- 8月9日 - ロッド・レーバー、プロテニスプレイヤー
- 8月10日 - 山口奈々、声優
- 8月12日 - 石毛鍈子、元衆議院議員、市民運動家
- 8月12日 - 島田順司、俳優
- 8月16日 - 澤井信一郎、映画監督（+ 2021年）
- 8月21日 - ケニー・ロジャース、アメリカの歌手（+ 2020年）
- 8月25日 - フレデリック・フォーサイス、作家
- 8月28日 - ポール・マーティン、カナダの第21代首相
- 8月30日 - 清川新吾、俳優（+ 2012年）
- 8月31日 - ヴィーラント・クイケン、ヴィオラ・ダ・ガンバ奏者・チェリスト
- 8月31日 - 山本兵吾、元プロ野球選手（+ 1999年）

### 9月
- 9月2日 - ジミー・クラントン、アメリカ合衆国のスワンプ・ポップ、R&B歌手
- 9月2日 - なかにし礼、小説家 （+ 2020年）
- 9月2日 - 三浦清弘、元プロ野球選手（+ 2016年[12]）
- 9月2日 - ジュリアーノ・ジェンマ、イタリアの俳優・彫刻家 （+ 2013年）
- 9月3日 - 野依良治、化学者、2001年ノーベル化学賞受賞者
- 9月4日 - 渡会純男、元プロ野球選手
- 9月7日 - 神戸一郎、元歌手・元俳優（+ 2014年）
- 9月8日 - 堀江謙一、ヨット冒険家
- 9月8日 - 佐藤道輔、高校野球指導者（+ 2009年）
- 9月15日 - 福島勝、日本中央競馬会元調教師
- 9月15日 - ゲイロード・ペリー、元メジャーリーガー（+ 2022年）
- 9月19日 - 西三雄、元プロ野球選手（+ 2017年）
- 9月19日 - 佐藤勢津子、歌手、美空ひばりの実妹
- 9月20日 - 守屋浩、歌手（+ 2020年[13]）
- 9月20日 - 鷲尾悦也、労働運動家、第3代連合会長（+ 2012年）
- 9月20日 - 吉田英司、元プロ野球選手
- 9月21日 - 桂文楽、落語家
- 9月23日 - ロミー・シュナイダー、女優（+ 1982年）
- 9月28日 - 岩佐徹、元アナウンサー
- 9月28日 - 中村稔、元プロ野球選手（+ 2021年）

### 10月
- 10月1日 - 三宅孝夫、元プロ野球選手
- 10月5日 - 遠藤武彦、元山形県議会議員、元衆議院議員、第45代農林水産大臣（+ 2019年[14]）
- 10月6日 - 辰市祐英、元プロ野球選手
- 10月9日 - 妻島芳郎、元プロ野球選手
- 10月10日 - 森山大道、写真家
- 10月11日 - 山尾三省、詩人（+ 2001年）
- 10月14日 - ジョン・ディーン、リチャード・ニクソン元アメリカ大統領の法律顧問
- 10月18日- ドーン・ウェルズ、女優（+ 2020年）
- 10月19日 - 阿奈井文彦、作家（+ 2015年）
- 10月19日 - 米沢富美子、理論物理学者（+ 2019年）
- 10月22日 - クリストファー・ロイド、俳優
- 10月26日 - 中野武宣、天文学者
- 10月31日 - 富山敬、声優（+ 1995年）

### 11月
- 11月2日 - 乾浩明、元アナウンサー・実業家
- 11月2日 - 幸田優、元プロ野球選手（+ 1995年）
- 11月2日 - パット・ブキャナン、政治コメンテーター
- 11月3日 - 小林旭、俳優・歌手
- 11月7日 - ジム・カート、元メジャーリーガー
- 11月10日 - 山城新伍、俳優、映画評論家・映画監督（+ 2009年[15]）
- 11月12日 - ベンジャミン・ウィリアム・ムカパ、タンザニア第3代大統領（+ 2020年）
- 11月13日 - ジーン・セバーグ、女優（+ 1979年）
- 11月14日 - 島崎春荷、書家
- 11月15日 - 並木輝男、元プロ野球選手（+ 1988年）
- 11月15日 - 醍醐猛夫、元プロ野球選手（+ 2019年）
- 11月15日 - 田邊昭知、芸能プロモーター、放送作家、音楽家、俳優
- 11月17日 - 茂木忠之、元プロ野球選手（+ 2002年）
- 11月19日 - テッド・ターナー、メディア王
- 11月24日 - オスカー・ロバートソン、NBAの元バスケットボール選手
- 11月24日 - 安筆花（アン・ピルファ）、初めて名前を公表した脱北日本人妻（+ 2018年）
- 11月26日 - 船戸順、俳優 (+ 2021年）
- 11月28日 - 岡野義光、元プロ野球選手
- 11月29日 - 柏戸剛、大相撲第47代横綱（+ 1996年）
- 11月30日 - 亀石征一郎、俳優（+ 2021年）
- 11月30日 - 井上真樹夫、声優、俳優 (+ 2019年[16])

### 12月
- 12月1日 - 金田高義、元プロ野球選手
- 12月1日 - 萩原千秋、元プロ野球選手（+ 2018年）
- 12月2日 - 権藤博、元プロ野球選手
- 12月4日 - 眞理ヨシコ、元うたのお姉さん
- 12月8日 - ジョン・アジェクム・クフォー、ガーナの第四共和政第2代大統領
- 12月12日 - 秋草直之、元富士通社長（+ 2016年）
- 12月12日 - コニー・フランシス、アメリカの歌手・女優
- 12月12日 - 黒江透修、元プロ野球選手
- 12月16日 - 望月三起也、漫画家（+ 2016年）
- 12月16日 - 塚田正昭、声優（+ 2014年）
- 12月20日 - 広瀬襄、映画監督
- 12月21日 - 夏樹静子、小説家（+ 2016年）
- 12月22日 - マティ・アルー、元プロ野球選手（+ 2011年）
- 12月23日 - ロバート・カーン、計算機科学者
- 12月25日 - 水鳥鐵夫、声優（+ 2010年）
- 12月28日 - 高屋俊夫、元プロ野球選手
- 12月28日 - チャールズ・ネヴィル、アメリカ合衆国のサクソフォーン奏者（+ 2018年）
- 12月30日 - 李祖原、建築家・画家

### 月日不明
- 西条満、振付師（+ 2010年）
- 杉山治夫、元消費者金融経営者・元実業家（+ 200?年）

## 死去
- 1月8日 - 柏木義円、安中教会牧師（* 1860年）
- 1月14日 - 初世野村萬斎、狂言方和泉流（* 1862年）
- 1月16日 - 池田七三郎、新撰組の最後の生き残り（* 1849年）
- 1月22日 - 大ノ里萬助、大相撲の力士・元大関（* 1892年）
- 1月24日 - ジム・マトリー、メジャーリーグ監督（* 1851年）
- 1月25日 - エフゲニー・ポリワーノフ、言語学者（* 1891年）
- 1月28日 - ベルント・ローゼマイヤー、レーシングドライバー（* 1909年）
- 1月29日 - 荒井賢太郎、官僚・政治家（* 1863年）
- 2月7日 - ハーベイ・ファイアストーン、実業家・ファイアストン社創業者（* 1868年）
- 2月15日 - 福澤桃介、実業家・政治家（*1868年）
- 2月26日 - 小崎弘道、牧師（* 1856年）
- 3月1日 - ガブリエーレ・ダンヌンツィオ、詩人（* 1863年）
- 3月2日 - 松岡映丘、日本画家（* 1881年）
- 3月8日 - ウィリアム・ブルックス、農学者（* 1851年）
- 3月16日 - 三宅秀、医学者、貴族院議員（* 1848年）
- 3月16日 - エゴン・フリーデル、批評家・哲学者・俳優（* 1878年）
- 3月21日 - ジョン・ベイツ・クラーク、経済学者（* 1847年）
- 3月23日 - 富田幸次郎、政治家（* 1872年）
- 3月26日 - 天野為之、経済学者（* 1861年）
- 4月7日 - シュザンヌ・ヴァラドン、画家（* 1865年）
- 4月11日 - クリストバル・トリエンテ、元野球選手（* 1893年）
- 4月12日 - 森田正馬、医学者・精神科医（* 1874年）
- 4月14日 - ギリス・グラフストローム、フィギュアスケート選手（* 1893年）
- 4月19日 - 永井武雄、プロ野球選手（* 1904年）
- 4月27日 - エドムント・フッサール、数学者、哲学者（* 1859年）
- 5月4日 - カール・フォン・オシエツキー、ジャーナリスト・平和運動家（* 1889年）
- 5月4日 - 嘉納治五郎、柔道家（* 1860年）
- 5月17日 - 西住小次郎、軍人（* 1914年）
- 5月21日 - シルバー・キング、メジャーリーガー（* 1868年）
- 5月26日 - 佐々木忠次郎、昆虫学者（* 1857年）
- 6月2日 - 横河一郎、経営者、横河電機初代社長（* 1885年）
- 6月15日 - エルンスト・ルートヴィヒ・キルヒナー、画家（* 1880年）
- 6月29日 - 初代柳家三語楼、落語家（* 1875年）
- 7月4日 - オットー・バウアー、政治家・社会学者・哲学者（* 1881年）
- 7月6日 - 御木徳一、ひとのみち教団（後のPL教団）教祖（* 1871年）
- 7月12日 - 鳩山春子、教育者（* 1861年）
- 7月25日 - 濱田耕作、考古学者（* 1881年）
- 7月27日 - 廣瀬正徳、陸軍軍人、初代大日本角力協会理事長（* 1865年）
- 7月30日 - 上山満之進、元台湾総督（* 1869年）
- 8月1日 - 新城新蔵、天文学者（* 1873年）
- 8月2日 - ヤコフ・ユロフスキー、ニコライ2世殺害の銃殺隊を指揮（* 1878年）
- 8月14日 - 平沼淑郎、経済学者（* 1864年）
- 8月23日 - 坂本嘉治馬、実業家（* 1866年）
- 8月29日 - カリンティ・フリジェシュ、作家・翻訳家・ジャーナリスト（* 1887年）
- 9月7日 - 三世井上八千代、日本舞踊井上流家元（* 1838年）
- 9月14日 - 鶴彬、川柳作家（* 1909年）
- 9月16日 - 西村五雲、日本画家（* 1877年）
- 9月17日 - 山中貞雄、映画監督（*1909年）
- 9月17日 - 村上鬼城、俳人（* 1865年）
- 9月25日 - 伊藤痴遊、講釈師（* 1867年）
- 10月1日 - 元田肇、政治家（* 1858年）
- 10月5日 - デヴィッド・ボウマン・シュネーダー、宣教師（* 1857年）
- 10月16日 - 野間清治、講談社創業者（* 1878年）
- 10月24日 - エルンスト・バルラハ、彫刻家・画家・劇作家（* 1870年）
- 11月10日 - ムスタファ・ケマル・アタテュルク、トルコの初代大統領（* 1881年）
- 11月16日 - 横田秀雄、裁判官・法学博士（* 1862年）
- 11月21日 - レオポルド・ゴドフスキー、ピアニスト・作曲家（* 1870年）
- 11月22日 - 秦佐八郎、細菌学者（*1873年）
- 11月22日 - 萩原恭次郎、詩人（* 1899年）
- 11月23日 - エーリック・ヴァーレンショルド、画家（+ 1855年）
- 11月29日 - 倉田白羊、洋画家（* 1881年）
- 12月3日 - 高田早苗、教育者・政治家（* 1860年）
- 12月3日 - ガイ・ヘッカー、メジャーリーガー（* 1856年）
- 12月4日 - 玉錦三右衛門、大相撲第32代横綱（* 1903年）
- 12月17日 - 小川芋銭、日本画家（* 1868年）
- 12月19日 - 藤山雷太、実業家、藤山コンツェルン創始者（*1863年）
- 12月24日 - ブルーノ・タウト、建築家（* 1880年）
- 12月25日 - カレル・チャペック、劇作家（* 1890年）
- 12月27日 - オシップ・マンデリシュターム、詩人（* 1891年）
- 12月28日 - 益田孝、財界人・茶人・男爵、三井合名理事長（* 1848年）

## ノーベル賞
- 物理学賞 - エンリコ・フェルミ（イタリア）
- 化学賞 - リチャード・クーン（ドイツ）
- 生理学・医学賞 - コルネイユ・ハイマンス（ベルギー）
- 文学賞 - パール・S・バック（アメリカ）
- 平和賞 - ナンセン国際難民事務所